# Marcos Tavares
Marco Morales Magno Tavares (Porto Alegre, 30 maart 1984) is een Braziliaans voetballer die doorgaans als aanvaller speelt. Hij verruilde APOEL Nicosia in januari 2008 voor NK Maribor.

## Erelijst
NK Maribor
- 1. slovenska nogometna liga

2009, 2011, 2012, 2013, 2014, 2015
- Topscorer 1. slovenska nogometna liga

2015 (17 goals)
1 Cotman ·
2 Klinar ·
5 Vrhovec ·
6 Pihler ·
7 Kronaveter ·
8 Crețu ·
9 Tavares  ·
10 Požeg Vancaš ·
11 Zahovič ·
13 Pirić ·
14 Mihelič ·
20 Bajde ·
21 Dervišević ·
22 Milec ·
23 Kolmanič ·
26 Rajčević ·
27 Mešanović ·
28 Viler ·
32 Mitrović ·
33 Handanovič ·
37 Koblar ·
44 Uskoković ·
47 Kotnik ·
55 Peričić ·
96 Felipe Santos ·
98 Mulahusejnović ·
Coach: Milanič